# Batalha de Dofas
A Batalha de Dofas foi uma batalha ocorrida durante a Revolução Iemenita entre as forças leais ao líder iemenita Ali Abdullah Saleh e as forças militantes islâmicas, possivelmente incluindo elementos da al-Qaeda na Península Arábica, durante os quais os militantes destruíram um batalhão de artilharia da 39ª Brigada Blindada do exército na cidade de Dofas, que estava sendo usada como base principal para o apoio de artilharia contra as cidades de Zinjibar e Jaʿār, controladas pelos jihadistas.

## Antecedentes
Em maio de 2011, cerca de 300 militantes islâmicos atacaram e capturaram a cidade costeira de Zinjibar (com população de 20.000). Durante a tomada da cidade, os militantes mataram cinco policiais, incluindo um oficial de alta patente e um civil. Mais dois soldados foram mortos em confrontos com militantes em Loder.
Nos meses seguintes, os militares fizeram várias tentativas de retomar a cidade, mas foram repelidos, deixando mais de 600 mortos em ambos os lados. Em meados de setembro de 2011, as forças armadas interromperam seus ataques contra Zinjibar e ocuparam posições em seus arredores.

## Batalha
Em 4 de março, os jihadistas lançaram um ataque contra um batalhão de artilharia do Exército Iemenita nos arredores de Zinjibar, na pequena cidade de Dofas, matando 187 soldados e ferindo outros 135. 32 combatentes da al-Qaeda também morreram durante os combates. Os militantes atacaram a base do Exército com veículos armadilhados e conseguiram capturar veículos blindados, tanques, armas e munições. Os militares informaram que 55 soldados foram capturados enquanto o grupo islamita alegou que até 73 foram feitos prisioneiros. A investida começou com um ataque diversionista em uma extremidade da base, com a principal força militante atacando a outra extremidade do complexo. Vários carros-bomba foram detonados em frente aos portões, com os atacantes entrando na base posteriormente, capturando armas pesadas e as usando contra os soldados.
As Brigadas 115.ª e 119.ª nas proximidades, que a artilharia deveria apoiar, não foram capazes de ajudar o batalhão haja vista também estarem sob ataque. A certa altura, foram atingidas pela artilharia a partir da base do batalhão após esta ter sido invadida pelos islamitas. Reforços de outras bases militares próximas chegaram tarde demais devido a uma tempestade de areia. Na cidade de Jaʿār, os militantes desfilaram com os soldados capturados. Nos dias que se seguiram ao ataque, os militares iemenitas realizaram ataques aéreos contra posições dos jihadistas em torno de Zinjibar, reivindicando ter matado 42 combatentes da al-Qaeda.
Três dias depois do ataque, o grupo permitiu que uma equipe da Cruz Vermelha em Jaʿār tratasse de doze soldados feridos e exigiu uma troca de prisioneiros com o governo.